# Kerekes Éva
Kerekes Éva (Kaposvár, 1966. április 12. –) Jászai Mari-díjas magyar színésznő, érdemes művész.

## Életpályája
1984–1988 között a Színház- és Filmművészeti Főiskola hallgatója volt. 1988–1996 között a Radnóti Miklós Színpad illetve a Radnóti Miklós Színház tagja volt. 1996-tól 5 éven át szabadfoglalkozású színésznő volt. 2001 óta a Madách Színház, 2004 óta pedig az Örkény István Színház tagja.
1984-ben debütált a kaposvári Csiky Gergely Színházban Bertolt Brecht: Baal című prózájában, ahol Johannát alakította. Ezt követően látható volt még a Nemzeti Színházban és az Ódry Színpadon is. Legtöbbször modern női alakításokban látható.

## Színházi szerepei
- Brecht: Baal... Johanna
- Szörényi-Bródy: István, a király
- Molière: Scapin furfangjai... Jácint
- Móricz Zsigmond: Légy jó mindhalálig... .Nyilas Misi
- Bond: Lear... Cordélia
- Kodály Zoltán: Székelyfonó
- Tamási Áron: Énekes madár... Gondos Magdolna
- William Shakespeare: A windsori víh nők... Sürge asszony
- Elbert-Kazimír: Az évszázadnál hosszabb ez a nap... Begimaj
- Csehov: Három nővér... Anfissza
- Molière: Mizantróp... .Basque; Arsinoé
- Örkény István: Pisti a vérzivatarban... Szőke lány
- Örkény István: Tóték... Mariska
- Kirkwood-Dante: Michael Bennett emlékére... Kristine
- Gosztonyi János: Andrássy út 60... Kaskötő Teréz
- William Shakespeare: Julius Caesar
- Hampton: Teljes napfogyatkozás... Isabelle Rimbaud
- Kompolthy Zsigmond: Kísértet-csárdás
- Pagnol: Kék angyal... Fröhlich Róza
- Móricz Zsigmond: Nem élhetek muzsikaszó nélkül... Pólika
- Bíró Lajos: Hotel Imperial... Anna
- Zsótér Sándor: Utazás a Föld körül nyolczvan nap alatt... Auda
- William Shakespeare: A vihar... Ariel
- Shaw: Pygmalion... Lizi
- Márai Sándor: Kaland, asszisztensnő
- Milne: Micimackó... Nyuszi
- Carroll: Alice Csodaországban... Alice
- Strindberg: Bertha és Axel... Abel
- Pörtner: Hajmeresztő....Barbara Demarco
- Sternheim: A bugyogó....Gertrud Deuter
- Bereményi Géza: Légköbméter... Sipos Erika
- Marivaux: Állhatatlan szeretők....Lisette
- Csehov: Sirály... Nyina; Arkagyina
- Molière: A fösvény... Eliz
- Tábori György: Jubileum... Mici
- Szép Ernő: Vőlegény... Duci
- Kleist: A Heilbronni Katica avagy a tűzpróba... Katica
- Németh Ákos: Anita, avagy a szenvedély... Anita
- Mastrosimone: A pulóvergyűjtő... Rose
- Molnár-Miklós: A vörös malom... Mima
- Schisgal: Szerető musical... Ellen Manville
- Feydeau: Osztrigás Mici... Osztrigás Mici
- Margulies: Vacsora négyesben... Julie
- Molnár Ferenc: A testőr... A színésznő
- William Shakespeare: Sok hűhó semmiért... Beatrice
- Carlo Goldoni: A komédiaszínház... .Placida
- Ionesco: A kopasz énekesnő... Mrs. Smith
- Barillet-Grédy: A kaktusz virága... Stéphanie
- William Shakespeare: Hamlet... Ophelia
- Congreve: Így él a világ... Miss Labenspoon
- Kárpáti Péter: Első éjszaka avagy az utolsó. Mit tett Umáma Átikával? Avagy a szerelem megszállott rabjának története... Sehrezád
- Miller: Pillantás a hídról... Beatrice
- Schimmelpfennig: Nő a múltból... Romy Vogtländer
- William Shakespeare: Vízkereszt, vagy bánom is én... Mária nemes hajadon
- Koljada: Szibéria Transz... Inna
- Szép Ernő: Kávécsarnok... Fanny
- Szép Ernő: Tűzoltó... Egy szép özvegyasszony
- Csehov: Apátlanul... Anna Petrovna Vojnyiceva
- Kárpáti Péter: Búvárszínház... Rózsi
- Várady-Réz: Nyugat 2008-1908
- Bunuel: Az öldöklő angyal... Lucía
- Feydeau: A hülyéje... Mme Pinchard
- Crouch-McDermot-Hoffmann: Jógyerekek képeskönyve... Fricike
- Máthé Zsolt: Virrasztó éji felleg
- Örkény István: Macskajáték... Egérke
- Brecht: Arturo Ui feltartóztatható felemelkedése... Arturo Ui
- Tasnádi-Váradi-Dömötör: Kihagyhatatlan
- Andersen: Hókirálynő
- Simon: Ölelj át!... Faye Medwick
- Békeffi István: A régi nyár... Mária
- Jelinek: Mi történt, miután Nóra elhagyta a férjét, avagy a társaságok támaszai... Nóra Helmer

## Filmjei
| - A másik ember (1988) - Hanussen (1988) - Zsötem (1991) - Édes Emma, drága Böbe (1991) - Sose halunk meg (1993) - Szamba (1995) - Franciska vasárnapjai (1996) - Sztracsatella (1996) - VII. Olivér (2001) - Vadkörték - A tihanyi kincsvadászat (2002) - Szezon (2003) - Ég veled! (2005) - Oldalbordák (2005) - Üvegtigris 2. (2006) - Férfiakt (2006) - A nyomozó (2007) - Nyár utca, nem megy tovább (2011) - A kutyákat elengedtem (2011) - Isteni műszak (2013) - A látogató (2013) - Drakulics elvtárs (2018) - Zárójelentés (2020) - Együtt kezdtük (2022) | - Aranyidő (1986) - Fehér éjszakák (1987) - Lumpáciusz Vagabundusz (1988) - Eszmélet (1988) - Semmelweis Ignácz - Az anyák megmentője (1989) - Margarétás dal (1989) - Teljes napfogyatkozás (1989) - Tiszazug (1991) - Három boltoskisasszony (1992) - Árvák (1993) - Szarajevó kávéház (1995) - A vörös bestia (1995) - Istálló (1996) - A szavak is elhalnak egyszer (1996) - Szilveszter vagy amit akartok (1998) - Kávéház (2001) - Tea (2002-2003) - A szörnyek ebédje (2004) - Örkény lexikon (2006) - Régimódi történet (2006) - Démonok (2007) - Adás (2009) - Hacktion: Újratöltve (2013) - A hentes (2021) - Emberszag (2022) |

## Díjai, elismerései
- Jászai Mari-díj (1991)
- Souvenir-díj (1995)
- Hekuba-díj (1995)[4]
- Filmszemle díja (1997)
- A troiai és a genfi fesztivál legjobb női alakítás díja (1997)
- Pécsi Országos Színházi Találkozó: a MASZK Országos Színészegyesület díja (2002, 2006)
- Mensáros László-díj (2005)
- Bubik István-díj (2006)
- Story Ötcsillag-díj (2008)
- Arlecchino-díj (2009)
- Érdemes művész (2009)
- Budapestért díj (2011)
- Jászai-gyűrű díj (2014)[5]
- Ivánka Csaba-díj (2014)